# Gendersternchen

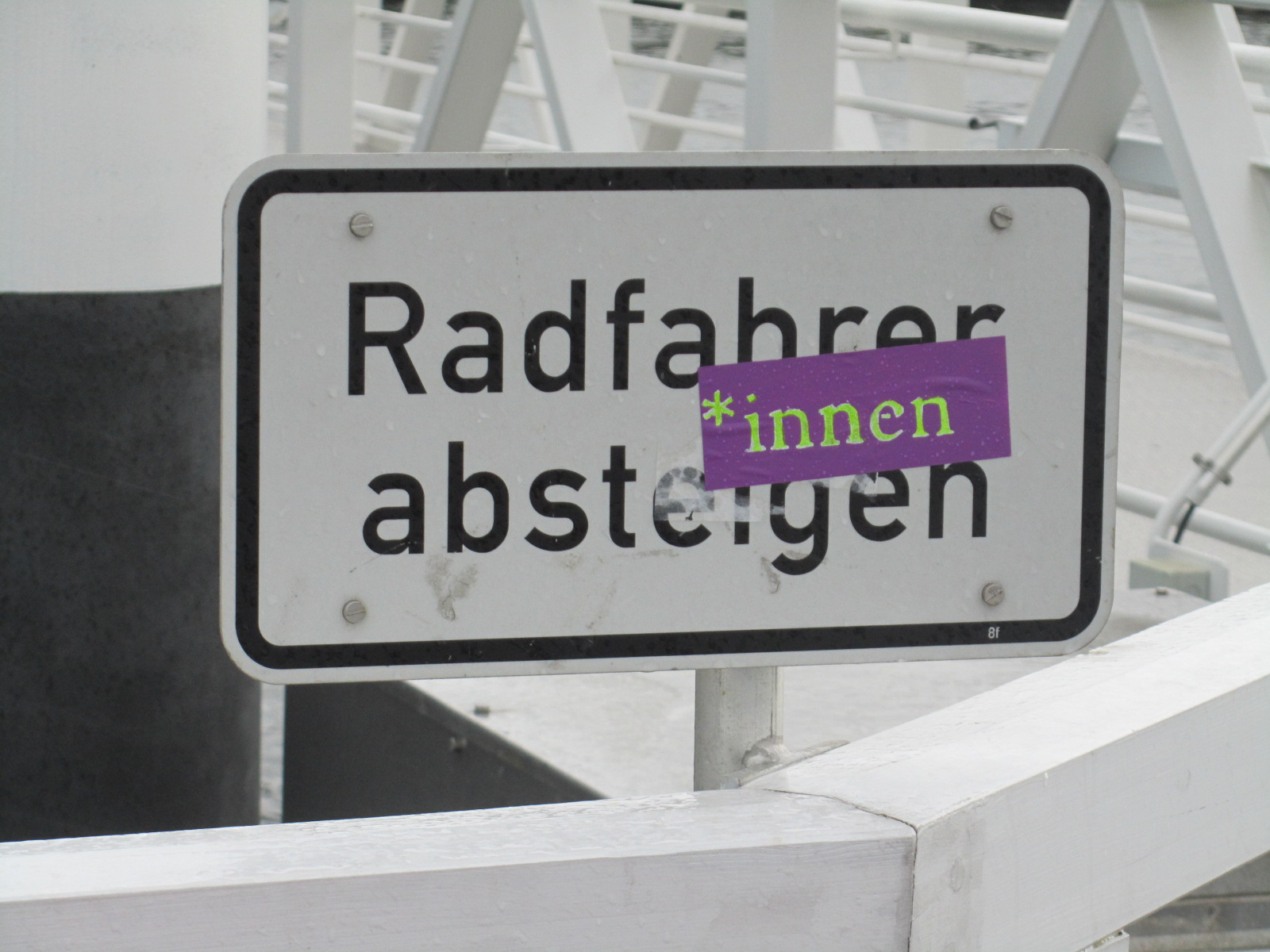
Az általános hímnemben fogalmazott „Radfahrer absteigen” („kerékpárosok szálljanak le”) feliratú közlekedési táblán a nemsemleges „Radfahrer*innen absteigen” alakra utaló matricát helyeztek el

A Gendersternchen (szó szerint: társadalmi nemi csillag) a német nyelvű tipográfia egy lehetséges megoldása a nemsemleges fogalmazás írásbeli érzékeltetésére. Képzéséhez a szótő után csillagot tesznek, ezt pedig a többes számú nőnemű „-innen” utótag követi. A nemi csillag lehetővé teszi az összes nemre való egyidejű hivatkozást, beleértve a nembináris embereket is.
A Gendersternchen alternatívái közé tartozik a Binnen-I (itt csillag helyett nagy I betűt használnak), a gender gap (csillag helyett aláhúzás), vagy az eleve nemsemleges szavak használata, például Studierende (tanulók, folyamatos melléknévi igenévből képzett főnév) használata a Student*innen (diákok, főnév) helyett. A Gendersternchent 2018-ban a Leibniz-Institut für Deutsche Sprache az év német anglicizmusának választotta.
Beszédben a Gendersternchent gyakran glottális stop (IPA: [ʔ]) jelzi.

## Használat
A Gendersternchen megjelenése 2013-ra vezethető vissza. 2017 óta használja a berlini szenátus és 2015 óta a német zöldpárt.

## Lásd még
- Német nyelvtan
- Gendernyelvészet